# Nicolae Suțu
Nicolae Suțu (Soutzo) (n. 25 octombrie 1798, Constantinopol – d. 10 ianuarie 1871, Făurei) a fost un om politic și primul economist român.

## Viața
Nicolae Suțu s-a născut în orașul Arnavutköy, localitate pe malul Bosforului.
A fost fiul domnitorului Alexandru Nicolae Suțu și al domniței Eufrosina Callimachi, fiica principelui Alexandru Callimachi. Nicolae Suțu este unchiul junimistului Alexandru Grigore Suțu.
S-a căsătorit cu Ecaterina Cantacuzino-Pașcanu, fiica Marelui vornic Constantin Cantacuzino, în iulie 1820. După decesul părintelui său în ianuarie 1821, pleacă cu familia în exil la Kronstadt (Brașov), din 1821 până în 1825, după care se stabilește în Moldova, la Iași, unde se naturalizează și devine un important om politic și primul economist român: președintele Tribunalului de Comerț (1832), postelnic (1832), secretar de stat membru în Sfatul administrativ, Mare postelnic (1834), bei al Imperiului otoman (1834), vornic (1835), secretarul particular al domnitorului Mihail Sturdza (1835-1848), ministru de Finanțe (1839, 1841-1843, 1849), Mare postelnic (1842), Mare logofăt (1843), Mare Logofăt al Justiției (1846-1848, 1849-1851), autorul principal al Regulamentului Instrucției publice (1843), președintele Sfatului administrativ extraordinar, director și acționar al Teatrului Național din Iași (1845-1846), secretarul particular al domnitorului Grigore al V-lea Ghica (1849-1855), caimacam (1852), președintele Consiliului de Miniștri și ministru de Interne (1853), ministrul Cultelor și al Instrucției publice (1853), deputat (1859), principalul membru al Comisiei centrale de la Focșani a domnitorului Alexandru Ioan Cuza (1860-1862), statistician, economist, memorialist, om de litere, fondatorul satului Pungești-Vaslui (1838-1840), ctitorul bisericii Sfântul Alexandru din Pungești-Vaslui (1845), unul dintre fondatorii Jockey Clubului din Iași (1875), decorat cu Ordinul turc Nișani-Iftihar (1834 și 1850), decorat cu Ordinul rus Sfânta Ana (1834) și Ordinul Sfântul Vladimir (1829 și 1851), decorat cu Ordinul grec Saint-Sauveur (1842), decorat cu Ordinul polonez Sfântul Stanislas (1854) etc.

## Opera
- Notions statistiques sur la Moldavie, Jassy, 1832, 1840, 1849, 1850, 1852
- Ifigenia în Taurida | Iphigénie en Tauride, , Athènes, 1837
- Œuvres poétiques, Athènes, 1837
- Poèmes et Proses, Athènes, 1842
- Aperçu sur l’état industriel de la Moldavie, Jassy, 1838
- Aperçu sur les causes de la gêne et de la stagnation du commerce, et sur les besoins industriels de la Moldavie, Jassy, 1838
- Observations statistiques pour l'an, 1848
- Actes de l’organisation d’une Banque nationale de Moldavie, Jassy, 1852
- Des moyens propres à donner l’impulsion à l’industrie, Jassy, 1861
- Expunerea motivelor Proiectului de legiurie morală Focșani, 1861 împreună cu ARSACHE, A
- Quelques observations sur la statistique de la Roumanie Fokchani, Impr. H. Goldner, 1867
- Quelques observations sur la statistique de la Roumanie Fokchani, Impr. H. Goldner, 1868
- Mémoires du prince Nicolas Soutzo Grand-logothète de Moldavie 1798-1871, Vienne, édition posthume 1899
- Amintiri de călătorie, Iasi, ediție postumă 2000

(Bibliografie : Radu Negrescu-Suțu - Cartea de Aur a Familiei Suțu, pag. 113; Ionel Maftei – Personalități ieșene, vol. III)
„ ...Preocupat în timpul vieții sale de problemele economice ale Moldovei, dispunând și de o întinsă cultură economică pe care și-a format-o prin lecturi și studii personale, Nicolae Suțu a căutat să folosească cunoștințele sale în această materie nu numai în activitatea politică, ci și în elaborarea unor lucrări pe care le-a dat la lumina tiparului. Lucrările sale conțin însemnate date și descrieri privind starea populației, starea economică, moravurile, starea culturală etc. din timpul său. (...) Până la această dată nu aparuseră lucrări economice care să îmbrățișeze probleme teoretice, să încerce să definească structura economică a țării și particularitățile sale și să pună în discuție căile care trebuie urmate în viitor pentru dezvoltarea agriculturii, industriei și comerțului țării. Datorită acestui aspect, lucrarea lui Suțu trebuie socotită ca un punct important în istoria gândirii economice din țara noastră, atribuindu-i de fapt autorului ei calitatea de primul nostru economist.”—Ionel Maftei